# Heteropoda armillata
Heteropoda armillata este o specie de păianjeni din genul Heteropoda, familia Sparassidae. A fost descrisă pentru prima dată de Thorell, 1887. Conform Catalogue of Life specia Heteropoda armillata nu are subspecii cunoscute.